# Шпиталь невинних
Шпиталь невинних, також Оспеда́ле де́льї інноче́нті (італ. Ospedale degli Innocenti — шпиталь (притулок) невинних (немовлят)) — будівля на площі Сантіссіма Аннунціата у Флоренції, зведена в 1419-1424 роках архітектором Філіппо Брунеллескі. Одна з перших будівель епохи Відродження і перший спеціалізований дитячий будинок в Європі.

## Історія
Лікарня постала завдяки заповіту в тисячу флоринів від торговця Франческо Датіні да Парто, на створення притулку для підкинутих і незаконнонароджених дітей. До того часу ці функції забезпечували шпиталі при монастирських комплексах і церквах. У Флоренції тоді для цих цілей функціонували шпиталі Сан Галло і Санта Марія делла Скала. Нова лікарня мала стати закладом нового типу — шпиталем і притулком, призначеним тільки для дітей. За заповітом, фінансування будівництва, а також покровительство закладу визначено флорентійську гільдію шовкопрядів та ювелірів Арте делла Сета, до якої належав і автор проекту, архітектор Філіппо Брунеллескі.
Виховний будинок для сиріт і підкидьків, де мали розміститися ясла, школа, майстерні для навчання ремесел, передбачалось забезпечення медичного обслуговування, аптека і церква.
Для будівництва обрана земельна ділянка, на той момент зайнята під сад і городи біля церкви Сантіссіма Аннунціата. Будівництво розпочато 1419 року. До 1427 року роботами керував безпосередньо Брунеллескі; тоді були зведені зовнішній портик і частина внутрішніх стін будівлі. Після чого будівничим шпиталю був призначений Франческо делла Луна. 
Виховний будинок був офіційно відкритий 25 січня 1445 року.

## Архітектура
Будівля лікарні являє собою складний комплекс, що поєднує в собі житлові, господарські і культові приміщення. Внутрішні простори розділені на дві незалежні частини — чоловічу і жіночу. Композиція побудована навколо центрального внутрішнього двору, т. зв. «Дворика чоловіків» («Cortile degli uomini»), який слугує для поєднання всіх приміщень. Квадратний в плані двір обрамлений легкими арковими галереями на колонах коринфського ордеру. В довгому внутрішньому дворику, т. зв. «Дворику жінок» використані колони іонічного ордеру.
Головний фасад розчленований на два нерівних за висотою поверхи. В нижньому поверсі фасад відкривається на площу Сантіссіма Аннунціата дев’ятьма півциркульними арками на колонах коринфського ордеру лоджії, піднесеної на дев’ять сходинок на всю довжину. Аркада лоджії завершується по боках двома ширшими арками обрамленими пілястрами.
Конструктивним новаторством є використання вітрильних склепінь, що мають менший розпір, ніж поширені на той момент хрестові склепіння, а також металевих тяг для поєднання колон зі стіною та високої стіни, що навантажує аркаду лоджії. Досягнуті завдяки цим рішенням легкість і прозорість лоджії створюють відчуття доступності, надають їй вигляду привітного, гостинного вестибюля.